# Лушчани
Лушчани су насељено место у саставу града Петриње, у Банији, Република Хрватска.

## Историја
Лушчани су се од распада Југославије до августа 1995. године налазили у Републици Српској Крајини.

## Становништво
На попису становништва 2011. године, Лушчани су имали 163 становника.

## Попис 1991.
На попису становништва 1991. године, насељено место Лушчани је имало 670 становника, следећег националног састава:
| Попис 1991.‍  | Попис 1991.‍  | Попис 1991.‍ | Попис 1991.‍ | Попис 1991.‍ |
| ------------ | ------------ | ----------- | ----------- | ----------- |
|              |              |             |             |             |
| Срби         | Срби         |             | 648         | 96,71%      |
| Југословени  | Југословени  |             | 5           | 0,74%       |
| Хрвати       | Хрвати       |             | 3           | 0,44%       |
| неопредељени | неопредељени |             | 13          | 1,94%       |
| непознато    | непознато    |             | 1           | 0,14%       |
| укупно: 670  |              |             |             |             |

## Знамените личности
- Ђуро Бакрач, народни херој Југославије
- Васо Половина, пуковник аустријске војске